# Gà tuyết Kavkaz

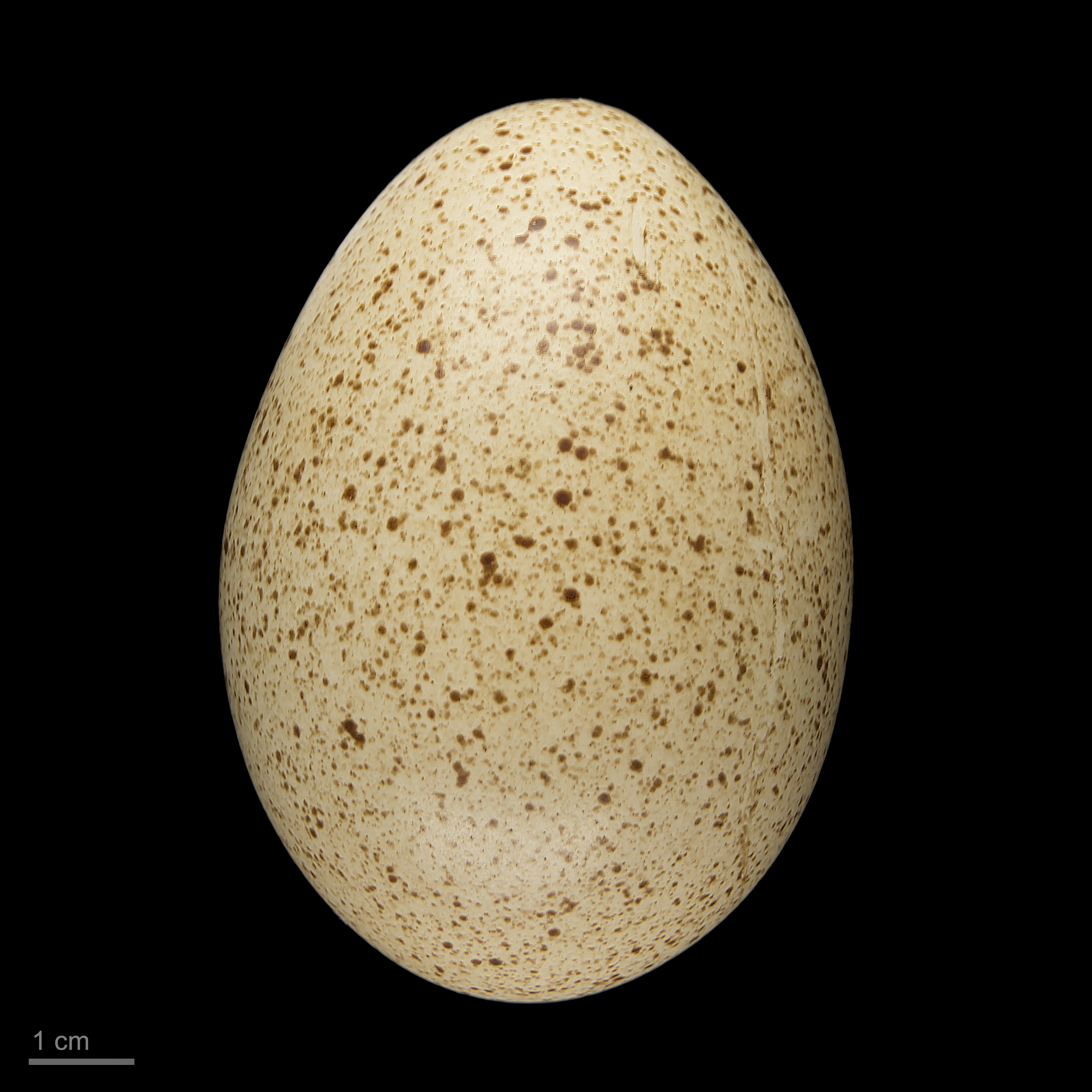
Tetraogallus caucasicus

Gà tuyết Kavkaz, tên khoa học Tetraogallus caucasicus, là một loài chim trong họ Phasianidae.